# Rožnoglavi agapornis
Rožnoglavi agapornis (znanstveno ime Agapornis roseicollis) je vrsta papig. Živi v suhih pokrajinah, zraste do 17 cm in tehta do 55 gramov. Dočaka lahko do 13 let.
Samica sedi bolj narazen saj ima širšo medenico od samca ki sedi bolj pokončno z nogami bliže skupaj. Rep pri samici je bolj kvadraten medtem ko pri samcu bolj okrogel. Poreklo Agapornisa je južna Afrika z otokom Madagaskar, vendar vsako območje z drugačno barvno mutacijo. Rožnoglavi agapornis izhaja iz območja Angole, Namibije in Južne Afrike.
Je zelene barve z oranžnim obrazom, modrim spodnjim hrbtom in ima kljun barve roga.